# Rosa kamelinii
Rosa kamelinii es una especie de planta del género Rosa, de la familia Rosaceae.

## Taxonomía
Rosa kamelinii fue descrita por Husseinov en 1988.

## Distribución
Se encuentra en el territorio de Cáucaso septentrional.